# Cornelio Silla
«Корнеліо Сілла» (італ. Cornelio Silla) — італійський легкий крейсер типу «Капітані Романі» часів Другої світової війни.
Свою назву отримав на честь Луція Корнелія Сулли.

## Історія
Крейсер «Корнеліо Сілла» був закладений 2 жовтня 1939 року на верфі «Ansaldo» в Генуї. Спущений на воду 28 червня 1941 року. У 1941 році при готовності крейсера у 84 % його головна енергетична установка була передана для авіаносця «Аквіла». Після цього роботи на крейсері практично припинились. Планувалось, що крейсер вступить у стрій у 1944 році.
8 вересня 1943 року крейсер був захоплений німцями. У липні 1944 року він був потоплений союзною авіацією.
10 жовтня 1947 року корабель був виключений зі складу флоту і незабаром розібраний на метал.